# Lobsang Czokji Gjalcen

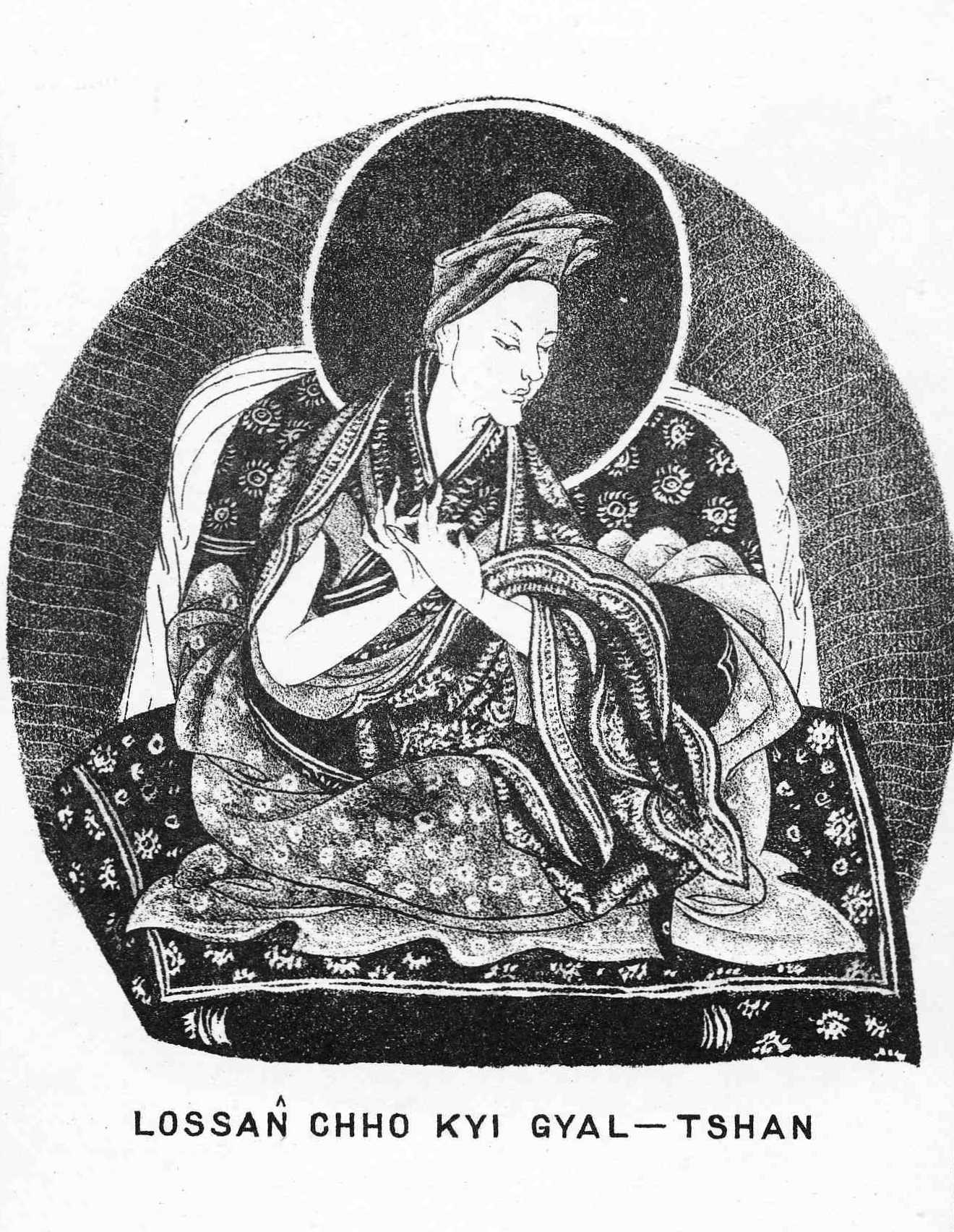
IV Panczenlama

Lobsang Czokji Gjalcen (tyb. བློ་བཟང་ཆོས་ཀྱི་རྒྱལ་མཚན་་, wylie: blo-bzang-chos-kyi-rgyal-mtshan; ur. 1567
, 1569 lub 1570 zm. 1662) – czwarty Panczenlama.
Urodził się w dolinie rzeki Rong. Gdy był jeszcze dzieckiem, lama Khendrub Sangje Jesze rozpoznał w nim inkarnację Gjałły Łensapy Lobsanga Dondrupa. W wieku 14 lat przyjął święcenia mnisie. Mając 29 lat został wybrany opatem klasztoru Taszilhunpo. W 1603 mianowano go głównym nauczycielem i spowiednikiem IV Dalajlamy, w którego otoczeniu przebywał dłuższy czas.
W 1616 uczestniczył w uroczystościach pogrzebowych swojego wychowanka. Rok później został mianowany przełożonym klasztoru Sera. W 1622 uczestniczył w ceremonii intronizacji V Dalajlamy, udzielił mu także wstępnych święceń. Trzy lata później prowadził ceremonie towarzyszące Wielkiemu Świętu Modlitwy, udzielając, niedługo po tym wydarzeniu, święceń nowicjusza V Dalajlamie. Został także - po uzgodnieniach i pertraktacjach - jego spowiednikiem i starszym nauczycielem.
W 1642 otrzymał od dalajlamy tytuł panczenlamy.
Rozpoczął, zakrojoną na ogromną skalę, rozbudowę klasztoru Taszilhunpo, który stał się w jej wyniku główną siedzibą Panczenlamów i jednym z najważniejszych kompleksów sakralnych w kraju. Stworzył między innymi wchodzący w skład tego kompleksu dacan mistyczny Ngagpa.
Zmarł w roku Wodnego Tygrysa, mając ponad 90 lat. Jego ciało zmumifikowano i złożono w zbudowanej z kilkuset kilogramów złota stupie w jego macierzystym klasztorze Taszilhunpo. Grobowiec ten został zniszczony w latach 60. XX wieku przez Chińczyków.

## Dzieła
Spuścizna literacka IV Panczenlamy obejmuje 4 tomy dzieł, w tym między innymi:
- Bohater wyzwalający z trwogi, czyli korna prośba o uwolnienie z wąskiego przesmyku bar-do[9]